# Рана, Амарджит Сингх
Амарджит Сингх Рана (англ. Amarjit Singh Rana, 3 февраля 1960, Хусропур, Индия) — индийский хоккеист (хоккей на траве), полевой игрок. Олимпийский чемпион 1980 года.

## Биография
Амарджит Сингх Рана родился 3 февраля 1960 года в индийской деревне Хусропур.
Играл в хоккей на траве за Индийские железные дороги.
В 1980 году вошёл в состав сборной Индии по хоккею на траве на летних Олимпийских играх в Москве и завоевал золотую медаль. Играл в поле, провёл 3 матчей, забил 2 мяча в ворота сборной Кубы.